# 프세볼로트 3세

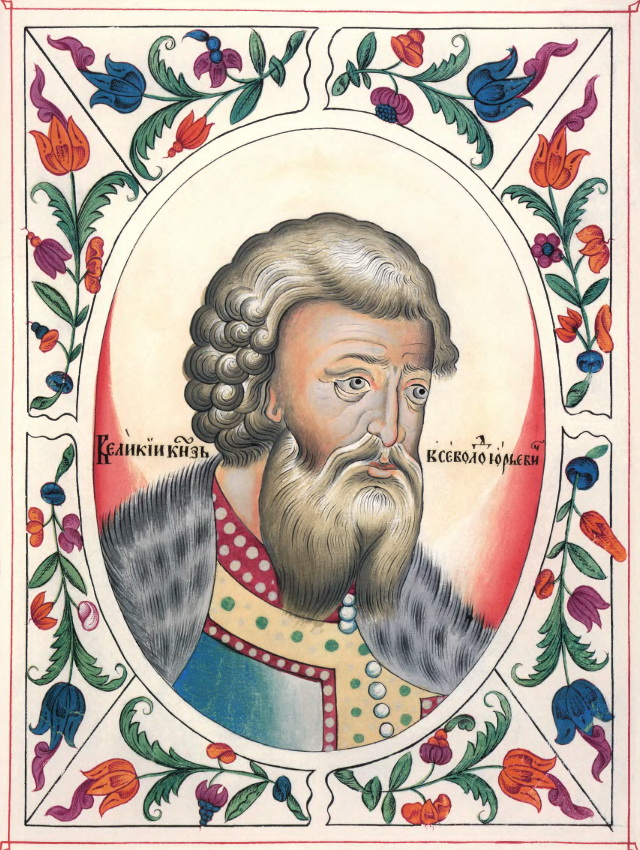
프세볼로트 3세

프세볼로트 3세(러시아어: Всеволод Юрьевич 프세볼로트 유리예비치[*], 1154년 ~ 1212년)는 키예프 대공국의 대공(재위: 1173년)이자 블라디미르 대공국의 대공(재위: 1176년 ~ 1212년)이다. 류리크 왕조 출신이며 큰 둥지 프세볼로트(러시아어: Всеволод Большое Гнездо 프세볼로트 볼쇼예 그네즈도[*])라는 별칭으로 부르기도 한다.

## 생애
키예프 대공국의 유리 돌고루키 대공의 아들로 태어났다. 1173년 키예프에서 스몰렌스크 공국의 공작에 의해 키예프 대공으로 즉위했다.
1176년 블라디미르 대공국의 미할코 유리예비치 대공이 사망하면서 블라디미르 대공으로 즉위했다. 블라디미르 대공으로 즉위한 이후에는 블라디미르 대공국을 크게 발전시켰다. 슬하에 최소 14명의 자녀를 두었다.
| 전임 로만 로스티슬라비치 | 키예프 대공 1173년 | 후임 류리크 2세 |

| 전임 미할코 유리예비치 | 블라디미르 대공 1176년 ~ 1212년 | 후임 유리 2세 |